# Cricetomys kivuensis
Cricetomys kivuensis es una especie de roedor de la familia Nesomyidae.

## Distribución geográfica
Se encuentran en África del Sur.